# 光華路 (鳳山區)
光華路（Guanghua Rd.）為高雄市鳳山區的東西向道路，西起於議會路口，往東過後鳳山溪後逐漸轉南，最後止於國泰路一段口銜接誠義路。本道路主幹道共分為兩段，五甲一路為分段點。另外光華東路有一分支光華南路通至王生明路。

## 行經行政區域
- 鳳山區

## 分段
光華路共分為三個部份：
- 光華路：西起於議會路口，東於五甲一路口接光華東路。
- 光華東路：東於五甲一路口接光華路，過光華東路169巷口後彎向南方，南止於國泰路一段口接誠義路。
- 光華南路：東起於光華東路口，西止於王生明路口。

## 沿線設施
（由西至東）
- 光華路：
  - 國泰青年停車場
  - 高雄市議會（後門）
  - 台灣電力公司鳳山區營業處
  - 台電鳳山宿舍
  - 光華兒童公園
  - 高雄市鳳山運動園區
  - 高雄市立鳳西國民中學
  - 全家便利商店鳳山興仁店
- 光華東路[1][2]：
  - 全家便利商店鳳山光華店
  - 美廉社鳳山光華東店
  - 高雄市鳳山區鳳西國民小學
  - 鳳山溪光華橋
  - 誠義兒童公園
  - 誠義里民活動中心

## 公共自行車
- 高雄市公共自行車租賃系統：
  - 青年光華路口：青年路一段/光華路(西南側)
  - 鳳西運動公園(五權南路)：五權南路與光華路口東北側
  - 光華安寧街口：光華路/安寧街口西北側

## 相關連結
- 高雄市主要道路列表